# BOOMERanG

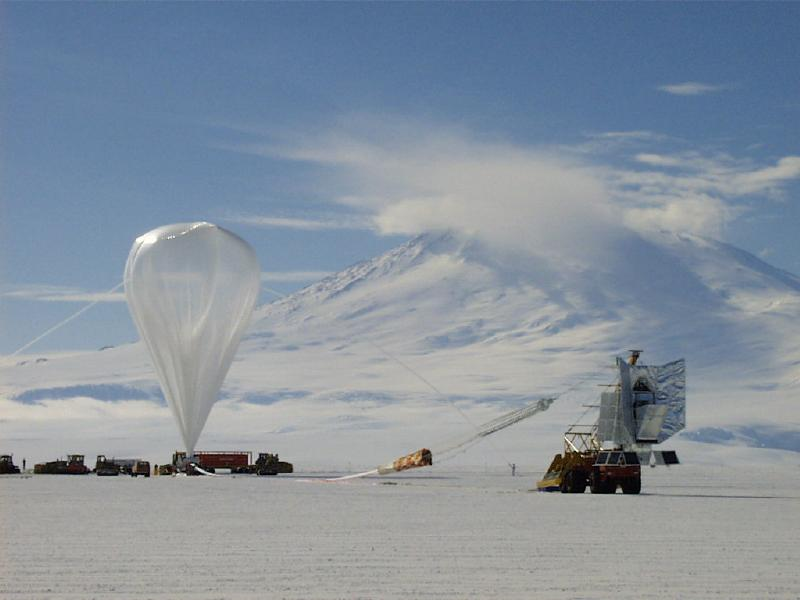
Startvorbereitungen

Das BOOMERanG-Experiment (kurz für „Balloon Observations Of Millimetric Extragalactic Radiation and Geophysics“ – Ballonbeobachtungen von extragalaktischer Millimeterstrahlung und für die Geophysik) maß während dreier Ballonflüge die Eigenschaften der kosmischen Hintergrundstrahlung.
Dabei gelang es zum ersten Mal, zuverlässige und detaillierte Bilder der winzigen Temperaturfluktuationen dieser Strahlung festzuhalten. Grund für den Einsatz eines Ballons war der Umstand, dass die zu messende Mikrowellenstrahlung durch die Erdatmosphäre größtenteils absorbiert wird. Die ballongestützten Beobachtungen fanden rund 42 Kilometer über dem Erdboden statt, auf einer Höhe, wo die Mikrowellenstrahlen noch gut nachzuweisen sind. Die Nutzung eines Ballons war dabei deutlich billiger als eine satellitengestützte Mission; allerdings ergab sich der Nachteil, dass so nur ein kleiner Himmelsausschnitt beobachtet werden konnte.
Der erste Testflug fand im Jahre 1997 über Nordamerika statt. Die zwei folgenden Flüge in den Jahren 1998 und 2003 begannen jeweils an der McMurdo-Station in der Antarktis. Dort sorgt der Polarwirbel dafür, dass der Ballon nach rund zwei Wochen wieder an seinen Startort zurückkehrt – wie die australischen Bumerangs, von denen sich der Name des Experiments ableitet.
Leitender Wissenschaftler von italienischer Seite war Paolo de Bernardis, von amerikanischer Andrew E. Lange.

## Instrumente
Das Teleskop von BOOMERanG hat einen Spiegel mit 1,2 Meter Durchmesser, der die Mikrowellen in der Brennebene fokussiert. Dort sitzen 16 Antennenhörner, die das Blickfeld in acht mal zwei Pixel aufteilen. Dementsprechend kann zu jeder Zeit nur ein winziger Himmelsausschnitt beobachtet werden; um die zu beobachtende Himmelsregion abzutasten, muss das gesamte Teleskop gedreht werden.
Kernstück von BOOMERanG sind spezielle Bolometer zum Nachweis von Mikrowellenstrahlung. Die Bolometer sind auf eine Temperatur von 0,27 Kelvin heruntergekühlt. Dem Debye-Modell zufolge hat das Material bei solch tiefen Temperaturen eine sehr geringe Wärmekapazität. Einfallende Mikrowellen führen daher zu signifikanter Temperatursteigerung proportional zur Intensität der ankommenden Strahlung. Die Temperaturänderung wird mit hochempfindlichen Thermometern nachgewiesen.

## Ergebnisse

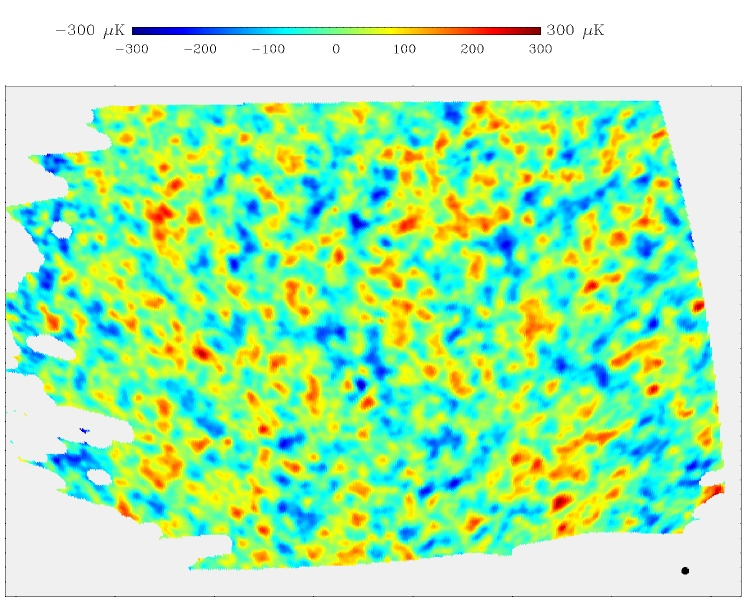
Von BOOMERanG gemessene Temperaturfluktuationen der Hintergrundstrahlung

Aus den BOOMERanG-Daten von 1997 und 1998, zusammen mit den Messungen von Experimenten wie Saskatoon, TOCO und MAXIMA, ergaben sich wichtige Kenngrößen der Fluktuationen der kosmischen Hintergrundstrahlung. Kombiniert man diese Daten mit dem durch andere Messungen ermittelten Wert der Hubble-Konstante, kann man darauf schließen, dass der Kosmos eine flache, euklidische Geometrie besitzt.
Dies stützt das Ergebnis von Supernova-Beobachtungen, die auf eine beschleunigte Ausdehnung des Weltalls und die Existenz so genannter dunkler Energie hinweisen. Der 2003 durchgeführte zweite Südpol-Flug ergab eine Karte der Temperaturfluktuationen, die ein deutlich besseres Signal-Rauschverhältnis aufwies. Außerdem wurde die Polarisierung der Hintergrundstrahlung vermessen.